# ウォンツ (装置開発企業)
株式会社ウォンツは、愛知県名古屋市に本社を置く沖電気工業の子会社の沖コムテックから分離独立した会社で、回路設計、ファームウェア開発、CTIを中心としたシステム構築を行っている。沖電気工業、沖コムテック、また「ウォンツ」のブランドでドラッグストアを中国地方で展開するツルハグループドラッグ&ファーマシー西日本との資本関係はない。

## 自分の声ソフトウェア
- 自分の声ソフトウェアは、特定個人の声を再現する音声合成ソフトウェアである。
- 2009年より 沖電気工業 から事業移管を受け、製造・販売をおこなう。
- 2015年より 株式会社ヒューマンテクノシステム に事業移管。

## 沿革
- 2002年 株式会社沖コムテックから同社名古屋技術センタが分離独立し株式会社ウォンツとして設立。
- 2007年 本社を移転。
- 2011年 東京事務所を開設。
- 2015年 東京事務所を閉鎖。
- 2017年 新たなビジネスとしてメディア事業に参入。それに伴いメディア事業部を設立。メディア事業部は東京のテレコムセンター内に入居している。
- 2018年 複数のウェブサイトなどを買収してメディア事業部の傘下にする。